# 大同江ビール
大同江ビール（テドンガンビール、大同江麦酒、대동강맥주）は、朝鮮半島のビール。北側（朝鮮民主主義人民共和国）だけでなく南側（大韓民国）でも愛飲されていたが、2010年の5.24制裁措置によって輸出が中止された。朝鮮半島北部最大級の川である大同江が流れる平壌市に、大同江ビールの工場がある。大同江ビールは、平壌市に200店舗（2005年）ある「大同江ビアホール」（大同江ビール工場直営）に置いている他、平壌高麗ホテル、玉流館、ソウル市の飲食店などに置いている。市民に上質のビールをという、金正日総書記の思い入れがある、別名「『アツい』ビール」。

## 概要

### 工場設備買収
2000年、イギリスのアッシャーズビール工場（en:Ushers of Trowbridge）は、不採算性を理由としてオーナーにより閉鎖され、設備がマーケットに売り出されていた。一方で朝鮮民主主義人民共和国（北朝鮮）は、金正日総書記の意向により、買収可能なビール工場の設備をドイツのエージェントに相談。 エージェントはアッシャーズビール工場のオーナーに話を持ちかけた。同年、朝鮮民主主義人民共和国（北朝鮮）はアッシャーズビール工場の設備を買収。工場建設には、資金管理をしている張成沢第1副部長の指示があった。

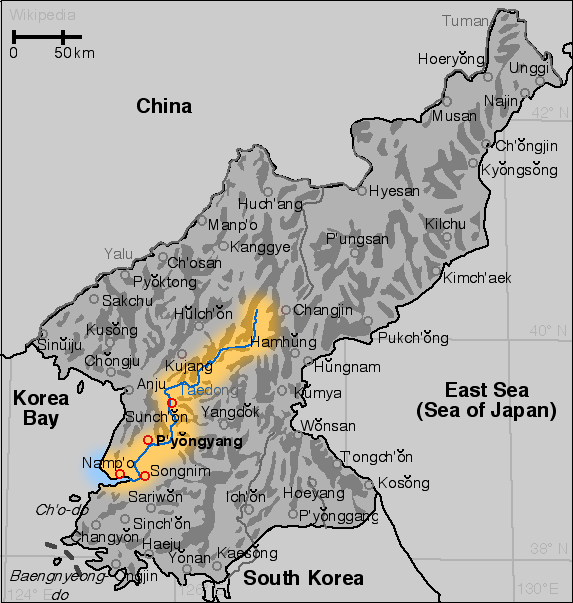
朝鮮半島北部最大級の川、大同江

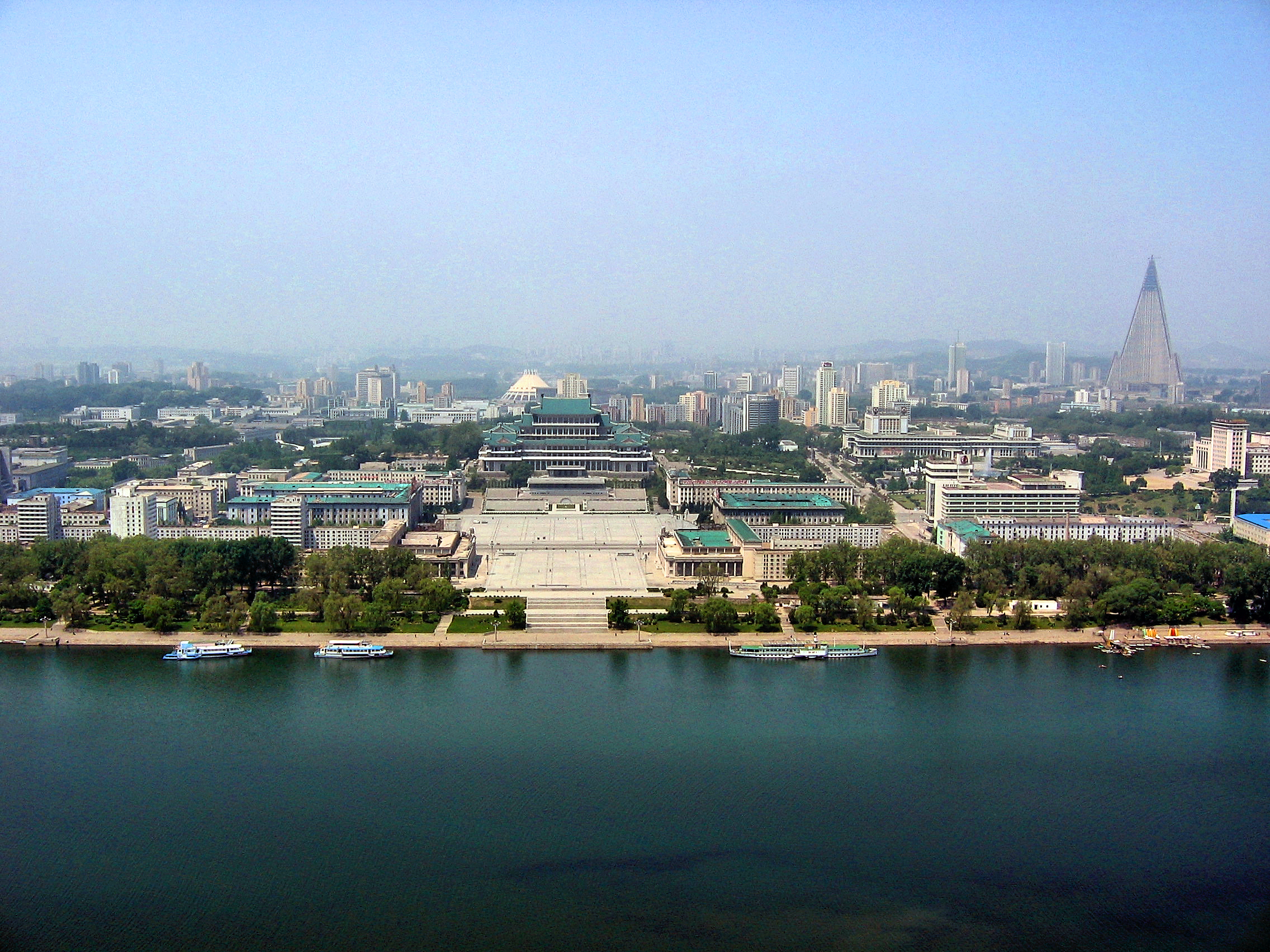
平壌市金日成広場前の大同江

### 工場建設
2001年1月15日、平壌市の寺洞区域（사동구역 サドン=グヨク en:Sadong-guyŏk）で、大同江ビール工場着工。
2001年3月、朝鮮中央放送は、大同江ビール工場の建設が順調と報道。
2001年7月、洪成南（홍성남 ホン・ソンナム en:Hong Song-nam）総理参加の平壌市民大会（於: 金日成広場）で、翌年の金日成主席生誕90周年を迎えるにあたり、大同江ビール工場建設に力を入れる呼びかけがあった。
2001年8月、金正日総書記は、ロシア最大手のビール会社のバルチカ（バルティカ）ビール社（ru:ОАО ≪Пивоваренная компания Балтика≫; en:≪Baltika Breweries≫）の工場を視察。それを端緒に、大同江ビール工場の技術者たちは、バルチカビール社と2度の技術交流を持った。
2001年10月、大同江ビール工場建設が最終段階に入り、それに伴い平壌市内に約200店舗の飲料店開設を予定する。

### 生産開始
2002年4月、大同江ビール工場は本格的生産を開始、設備はオーストラリア製。醸造所は、イギリスから移築したアッシャーズビール工場。国内産の麦から麦芽を作る設備は施工中で、暫定的にオーストラリア産の麦芽を輸入。

### 金正日総書記による大同江ビール工場視察後
2002年6月、金正日総書記が大同江ビール工場を視察、朝鮮式ビール生産の先進技術導入を指示、金正日総書記の指導を受けた大同江ビール工場の副技師長は、青島ビール（中国）、ドイツ、イギリス、スウェーデンなどに研修に行く。同月、平壌市内を中心として数百カ所のビアホールがオープンしており、大同江ビール工場が生ビールを供給。
2004年4月、ドイツ製の最先端コンピューター醸造システムの使用が明らかに。ビール醸造の技術者は、全職員が国際基準の品質への努力をしていると話す。
2005年3月、平壌で大同江ビールの直営店「大同江ビアホール」約150店舗が運営され、平日は15時から19時、日曜日は12時から営業し、勤労者や市民達で混雑している。同月、テレビ朝日が入手した映像によると、大同江ビール工場のビールサーバーは日本製を使用（中身は大同江ビール）。
2005年9月、METI所管法人ERINAによる市場での価格交渉では、大同江ビールの原麦汁濃度11°のボトルは850から950ウォン（2004年8月は660ウォン）。ただし、平壌の市民間での価格とは違う可能性があるという。
2005年10月、オープンから3年が経った大同江ビール工場と、200店舗の直営店が、既に運営されている。工場は敷地10万ha、建坪2万ha。設備はオートメーション化されている。アルコール度数5.6％の生ビールの年産は7万kl（1時間に1万本、1日に8万本）。直営店「大同江ビアホール」では生ビール1Lで50ウォン。ホップの原料は両江道、麦は両江道と黄海道のものを使用。
2008年3月、大同江ビール工場は、品質向上のために著名ビールと比較、分析し、よりよいビール造りに努めている。鮮度保持のために生産ラインは24時間体制である。同時節、金日成主席生誕祝いの「太陽節（ko:태양절）」に向けての「大同江黒ビール」（黒生ビール）生産に注力。「大同江黒ビール」は、国民的祝日だけの限定生産で、前年（2007年）の生産は１回のみ。
2008年5月、アメリカ合衆国・ニューヨークの、「平壌焼酎（평양소주 Pyongyang Soju）」のアメリカへの輸入を手がけている「米州朝鮮平壌貿易会社（KPT USA）」（アメリカでの販売は「タンス・リカー（Tang's Liquor Wholesale）」による）は大同江ビールの輸入推進を明言した。 
2008年11月、ソウルで開催されたソウル国際食品産業展「FOOD WEEK 2008」で、北側（朝鮮民主主義人民共和国）の民族経済協力連合会は、大同江ビールを出品した。
2009年7月、以前に大同江ビール工場建設の進捗状況を報道した朝鮮中央放送により、白米を原料に使用しているとして大同江ビールの本格的なTVコマーシャルが放送されている。朝鮮中央放送は、7月2日20時のニュース後に大同江ビールのコマーシャルを放送した。簡単な静止画によるコマーシャルでない、動画のコマーシャル放送は異例で、初の試みという。7月2日以降も大同江ビールのTVコマーシャルを断続的に放送している。同時期の大同江ビールの相場は、平壌のホテルで外国人向け販売価格が1本約1.5ドル。
2009年8月、大同江ビールに始まった各TVコマーシャル（他に、高麗人参、ヘアピン、玉流館のウズラ料理）は中止され、大同江ビールは7月の初放送以来、計3回の放送で中止している。

## 味覚および風味のデータ
- 朝鮮新報は、少しツーンとするホップが、「南側（大韓民国）ではとても受けている」（大同江ビール工場の副技師長の話）とし、また、「アサヒスーパードライなどにも遜色ない味に向上」（同副技師長）していると報じている[1]。
- 韓国食文化研究所の所長は、十分なボリュームの泡立ちがある、少し強いホップがはっきり出ていて、好みである、と叙述している[3]。
- 公益財団法人環日本海経済研究所（ERINA）は、味に特色があって楽しめると報告している[28]。
- ロイター通信は、「非常に優れた味」という品評をしている[29]。
- FNNクアラルンプール支局は、「けっこうコクがあってなかなかの味。日本人好みかも」と分析している[4]。
- 藤本健二は、金正日総書記が後味のすっきりしない感じを気にしていたことをFNNの取材で回想している[30]。
- 2009年、朝鮮中央放送は「クリアですっきりした味」と、TVコマーシャルの中でPRしている[31]。
- 新発売（2003年当時）の大同江黒ビールに関して、「あっさりして飲みやすかった」と、日本在住の朝鮮大学校学部生による祖国朝鮮民主主義人民共和国（北側）滞在時の体験談として、朝鮮新報の紹介がある[32]。
- 朝鮮新報が独自にミックスした大同江ビール（生）と大同江黒ビール（黒生）の「ハーフ&ハーフ」に関して、同紙は平壌の景観を例に、青空を想起するさわやかさでいっぱいと表現している[1]。

## 商品構成
- 大同江ビールは、アルコール度数の違う複数の商品がある。
3.5%  - 『ネナラ』ニュース調べ
4% - 『ネナラ』ニュース調べ
5% - 『ネナラ』ニュース調べ
5.6% - 朝鮮新報調べ
- 黒ビール（흑맥주） - ハングルは朝鮮中央通信による表記[33]
※ 限定生産。
- 白米ビール（흰쌀맥주） - ハングルは朝鮮中央通信による表記[33]
※ 2009年、朝鮮中央放送により、白米の使用がテレビで宣伝された。

### 販売商品
大同江ビールは7種類あると言われる。
- 大同江ビール①
  - 原材料：大麦麦芽(100%)、ホップ
  - アルコール分：4%
- 大同江ビール②
  - 原材料：大麦麦芽、米(30%)、ホップ
  - アルコール分：4.5%
  - 「大同江ビール」と言ったら②のことを指すことが多い。真贋のほどは定かではないが、北朝鮮以外でも販売されている[35]。なお、日本への輸入は外為法で禁止されるため、密輸された本品はインターネットオークションなどで「幻のビール」として高値で取引されている[36]。
  - ③以下のものは旅行者向けの売店では販売されていない。およそ北朝鮮国籍若しくは永住権を取得しないと味わえない、よりプレミアムなものになる。
- 大同江ビール③ (麦芽50%、米50%)
- 大同江ビール④ (麦芽30%、米70%)
- 大同江ビール⑤ (米100%)
- 大同江ビール⑥ 黒ビール、コーヒーのような味。
- 大同江ビール⑦ 黒ビール、チョコレートのような味。

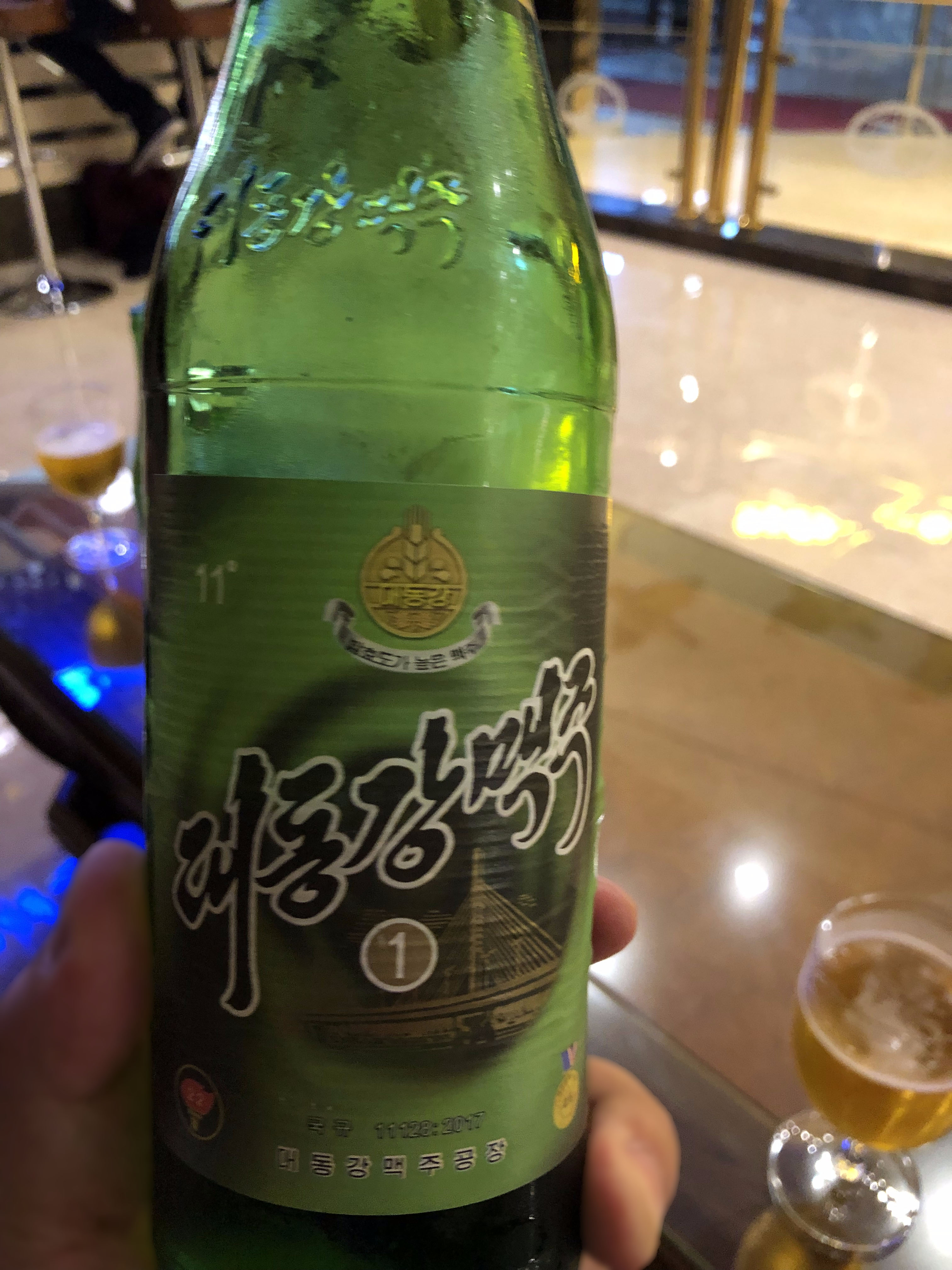
大同江ビール、2019年9月撮影
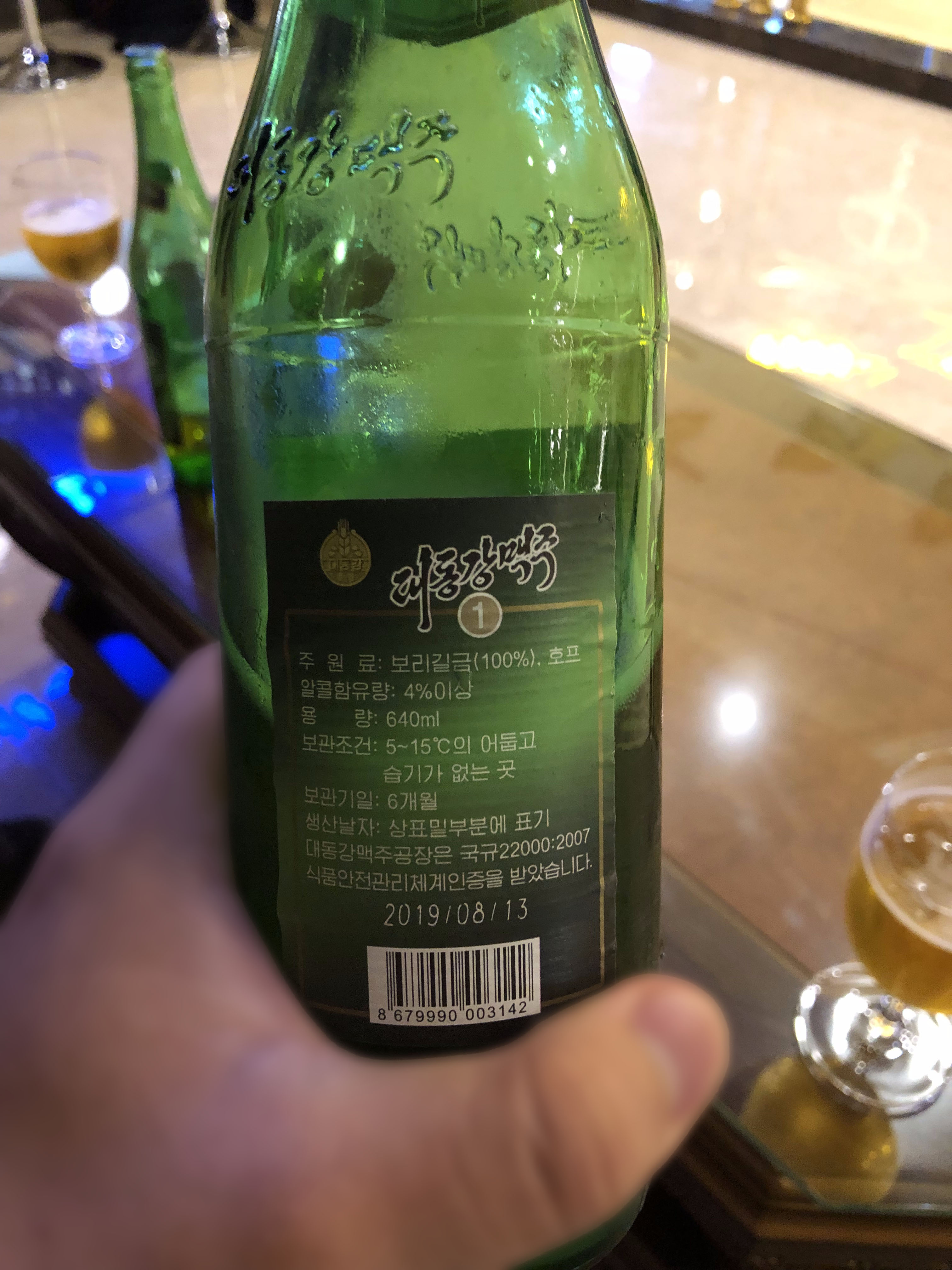
大同江ビール
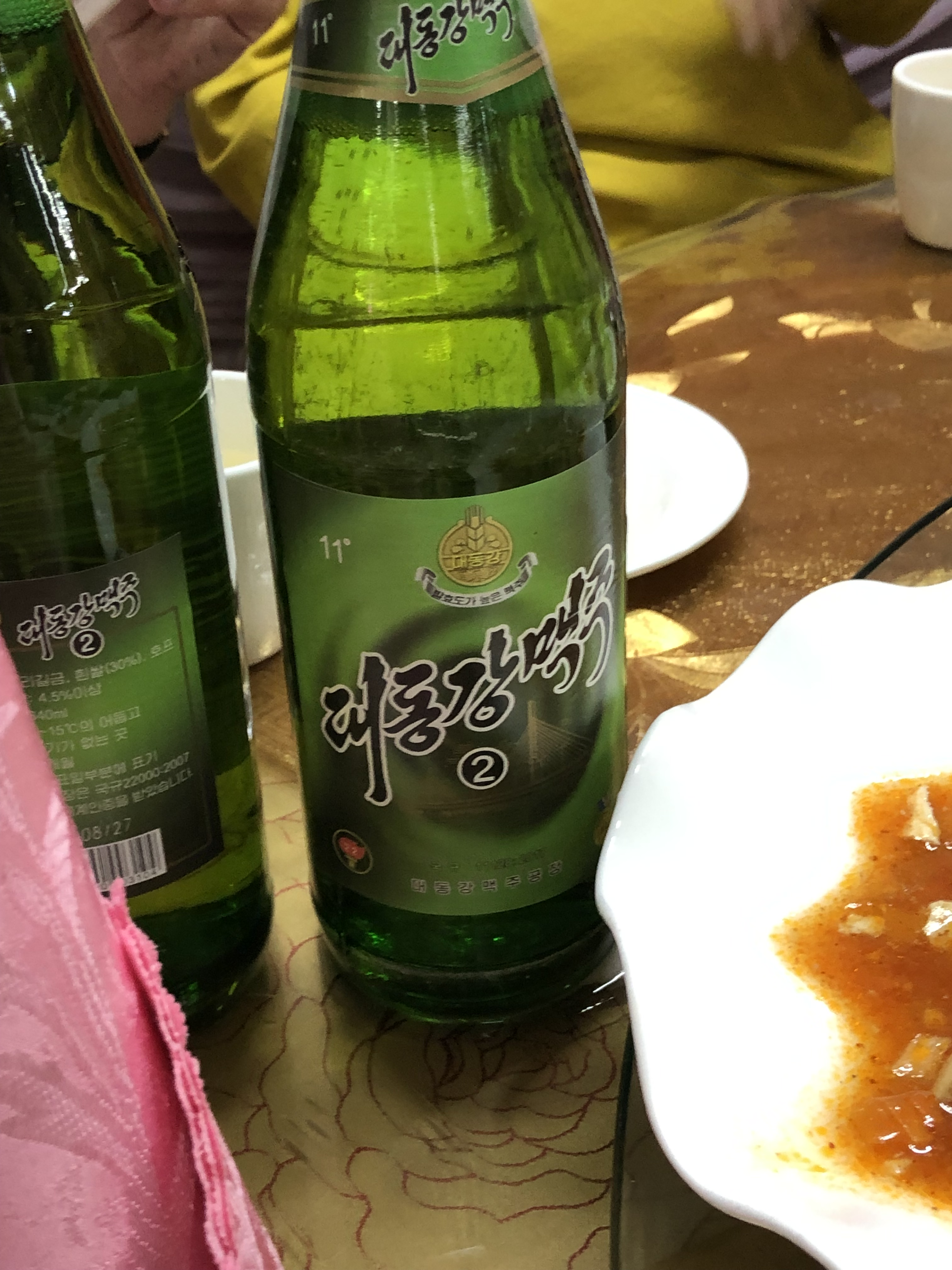
大同江ビール
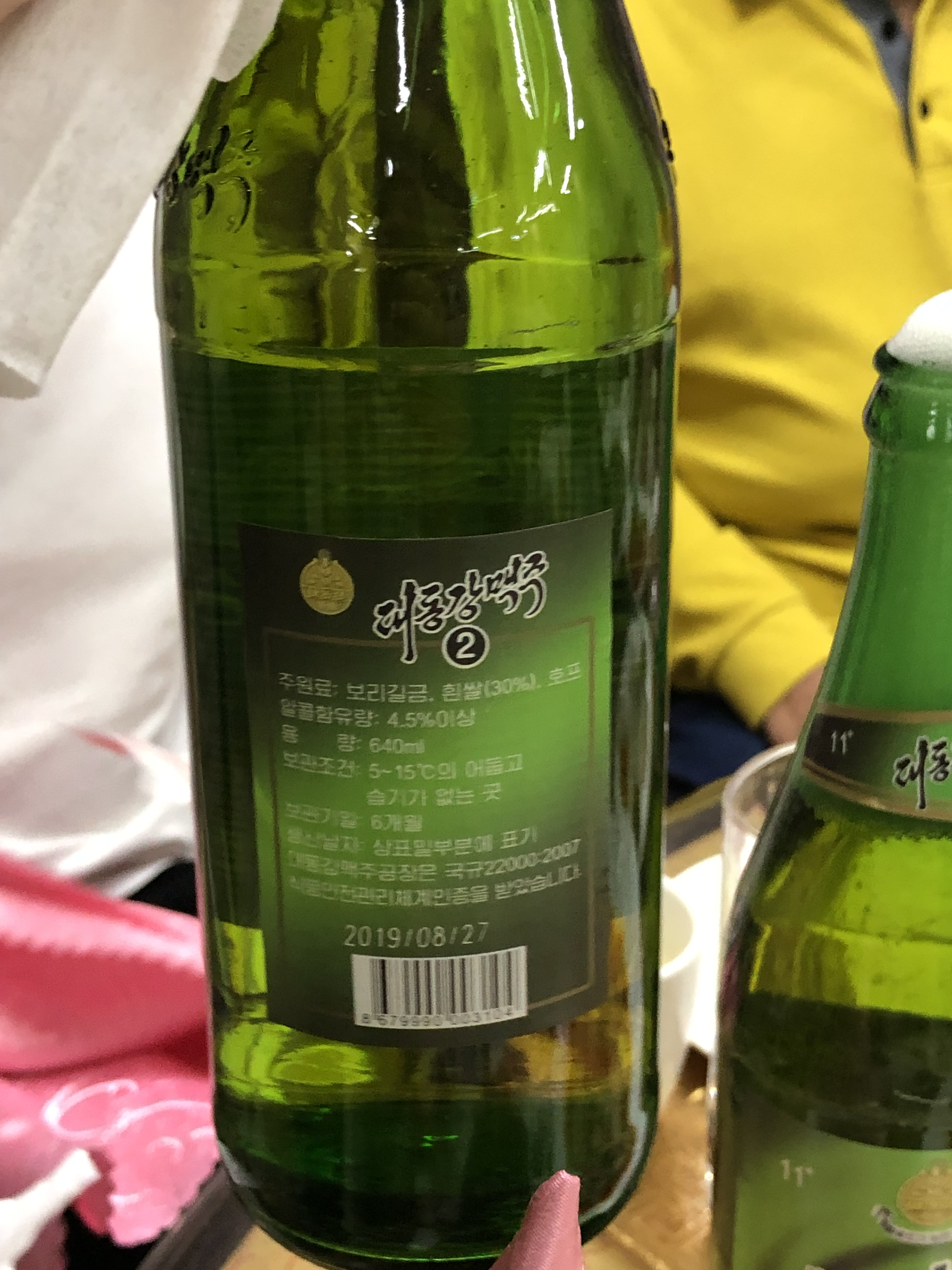
大同江ビール

## 大同江ビール祭り
2016年8月、大同江ビール工場による第1回ビールフェスティバルが平壌市内で開催。約1カ月間で平壌市民や外国人観光客など約45,000人が訪れたと伝えられている。2017年も、旅行社などを通じて7月28日からビール祭りが開催されることがアナウンスされていたが、直前になって中止された。